# PTT 라용 FC
PTT 라용 FC(태국어: สโมสรฟุตบอลพีทีที ระยอง)는 라용주를 연고로 하는 태국의 축구단이다. 현재는 타이 리그1에 참가하고 있다.
1983년에 태국 석유 공사 산하 축구단으로 창단되었다. 2007년에 태국의 3부 축구 리그였던 디비전 2 리그 시즌에서 준우승을 차지하면서 디비전 1 리그로 승격되었다. 2013년에는 태국의 2부 축구 리그였던 디비전 1 리그 시즌에서 3위를 차지하면서 태국 프리미어리그(현재의 타이 리그 1)로 승격되었다.

## 성적
- 타이 리그 2 우승 1회 (2018)
- 태국 디비전 2 리그 준우승 1회 (2007)

## 역대 감독
| 감독                  | 임기        |
| --------------------- | ----------- |
| 피터 위스             | 2013 ~ 2014 |
| 아르투르 베르나르지스 | 2020 ~ 2021 |